# Смирнова, Елизавета Михайловна
Елизавета Михайловна Смирнова (18 сентября 1908, Тула, Тульская губерния, Российская империя — 25 марта 1999, Москва) — советский и российский киновед, сценаристка, редактор и педагог.

## Биография
Родилась 18 сентября 1908 года в Туле. В 1928 году поступила на литературный факультет Московского государственного университета, который окончила в 1932 году. Работала в редакции журнала «Молодая гвардия». В 1935 году поступила в аспирантуру ГИКа.
В 1937 году был арестован её муж, Филипп Иванович Смирнов, работавший в наркомате внешней торговли.
По окончании аспирантуры с 1938 по 1939 год заведовала сценарным отделом Ташкентской киностудии.
16 марта 1941 года защитила диссертацию на соискание учёной степени кандидата искусствоведения на  тему «Эстетика французского авангарда». С началом Великой Отечественной войны эвакуировалась с семьей в Ташкент, продолжив работать начальником сценарного отдела Ташкентской киностудии. Писала сценарии для Боевых киносборников. Один из них — «Мы победим» — был поставлен Камилем Ярматовым.
В 1942 году получила вызов во Всесоюзное общество культурной связи с заграницей (ВОКС). С 1943 по 1947 год работала учёным секретарем киносекции ВОКС, президентом которой в то время был Всеволод Пудовкин. В 1947—1950 годах совместно с ним написала несколько статей, посвящённых истории и общим проблемам советского киноискусства.
Два года работала доцентом кафедры литературы Академии общественных наук при ЦК ВКП(б).
В 1949 году перешла на работу во ВГИК заведующей кафедрой истории кино. С 1950 года руководила киноведческой мастерской.
В 1958—1961 годах была главным редактором журнала «Советский экран».
Вернувшись во ВГИК, долгие годы руководила киноведческой мастерской на заочном отделении.
Автор ряда статей и учебных пособий по вопросам советского кино, а также нескольких киносценариев.
Скончалась 25 марта 1999 года в Москве.
Сын — Эдгар Смирнов, сценарист. Младший сын Виктор пропал без вести в 1963 году на Дальнем Востоке во время преддипломной режиссёрской практики.

## Фильмография

### Сценаристка
- 1941 — Мы победим
- 1957 — Я встретил девушку
- 1961 — Маленькие истории о детях, которые...
- 1973 — Здравствуй, добрый человек
- 1983 — Тайна «Чёрных дроздов»
- 1991 — Призраки зелёной комнаты